# Ел Пасо дел Тигре (Чампотон)
Ел Пасо дел Тигре (шп. El Paso del Tigre) насеље је у Мексику у савезној држави Кампече у општини Чампотон. Насеље се налази на надморској висини од 5 м.

## Становништво
Према подацима из 2005. године у насељу су живела 2 становника.

### Хронологија
| Година       | 2005 |
| ------------ | ---- |
| Становништво | 2    |

### Попис
| # | Индикатор                        | Вредност |
| - | -------------------------------- | -------- |
| 1 | Укупно појединачних домаћинстава | 1        |